# Stenothoe tenella
Stenothoe tenella is een vlokreeftensoort uit de familie van de Stenothoidae. De wetenschappelijke naam van de soort is voor het eerst geldig gepubliceerd in 1882 door Sars.